# Врабево
Врабево (болг. Врабево) — село в Болгарии. Находится в Ловечской области, входит в общину Троян. Население составляет 804 человека.

## Политическая ситуация
В местном кметстве Врабево, в состав которого входит Врабево, должность кмета (старосты) исполняет Радион Стефанов Стратев (независимый) по результатам выборов.
Кмет (мэр) общины Троян — Минко Цочев Акимов (Граждане за европейское развитие Болгарии (ГЕРБ)) по результатам выборов.